# Сэквилл, Реджинальд, 7-й граф де ла Варр
Реджинальд Виндзор Сэквилл, 7-й граф де ла Варр (англ. Reginald Windsor Sackville, 7th Earl De La Warr ; 21 февраля 1817 — 5 января 1896) — британский дворянин, священнослужитель и помещик. Он был известен как Достопочтенный Реджинальд Уэст с 1843 по 1870 год, Достопочтенный Реджинальд Сэквилл и лорд Бакхерст с 1870 по 1873 год.

## Предыстория
Родился 21 февраля 1817 года. Третий сын Джорджа Сэквилла-Уэста, 5-го графа де ла Варра (1791—1869), и леди Элизабет Сэквилл, баронессы Бакхерст (1795—1870), младшей дочери Джона Сэквилла, 3-го герцога Дорсета. Родился как Реджинальд Уэст, он принял в 1843 году по королевской лицензии дополнительную фамилию Сэквилл и (по королевской лицензии) 24 апреля 1871 года только фамилию Сэквилл.

## Общественная жизнь
Саквилл был ректором Уитьяма, Сассекс, с 1841 по 1865 год и капелланом королевы Виктории с 1846 по 1865 год . Титул лорда Бакхерста был отделен от графства Де Ла Варр. Три года спустя он унаследовал графство после того, как его старший брат Чарльз покончил жизнь самоубийством. Его младший брат Мортимер затем претендовал на баронство Бакхерст. Однако иск Мортимера был отклонен Палатой лордов. Лорд де ла Варр был активным членом Палаты лордов. С 1871 по 1895 год он был верховным стюардом Стратфорда-на-Эйвоне.

## Семья
7 февраля 1867 года лорд де ла Варр женился на достопочтенной Констанс Мэри Элизабет Бэйли-Кокрейн (7 февраля 1846 — 19 июля 1929), дочери Александра Бэйли-Кокрейна, 1-го барона Лэмингтона, и Аннабеллы Мэри Элизабет Драммонд. У супругов было пятеро детей:
- Леди Леонора Мэри Сэквилл (? — 18 июля 1939), она вышла замуж в 1906 году за майора Джона Макклина Гриффина
- Леди Маргарет Сэквилл (? — 18 апреля 1963), незамужняя.
- Лайонел Чарльз Крэнфилд Сэквилл, виконт Кантелуп (1 января 1868 — 7 ноября 1890)
- Гилберт Джордж Реджинальд Сэквилл, 8-й граф де ла Варр (22 марта 1869 — 16 декабря 1915), второй сын и преемник отца.
- Леди Эделин Саквилл (10 сентября 1870 — 15 декабря 1918), муж с 1891 года — Джеральд Стрикленд, граф делла Катена, барон Стрикленд.

Лорд де ла Варр умер в январе 1896 года в возрасте 78 лет, и ему наследовал графство его единственный выживший сын Гилберт. Графиня Де ла Варр вышла замуж за своего второго мужа преподобного Пола Уильямса Уайтта в 1902 году. Она умерла в июле 1929 года в возрасте 83 лет.